# Marija Hrintschenko

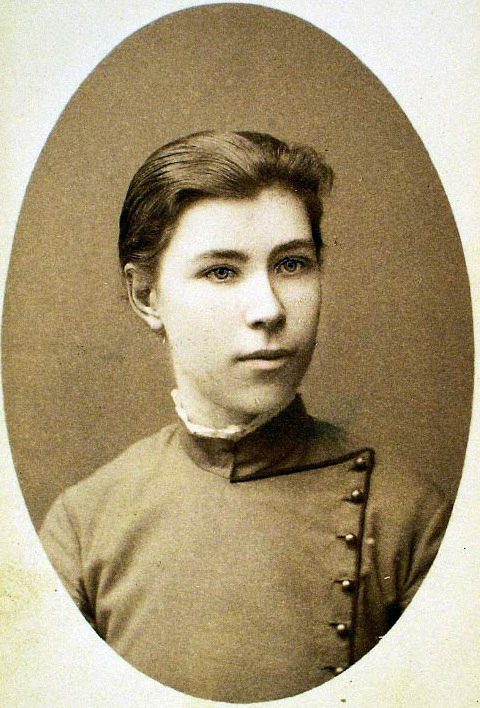
Marija Hrintschenko

Marija Mykolajiwna Hrintschenko (ukrainisch Марія Миколаївна Грінченко, * 13. Juni 1863 in Bohoduchiw, Gouvernement Charkow, Russisches Kaiserreich; † 15. Juli 1928 in Kiew) war eine ukrainisch-sowjetische Autorin, Lehrerin und Übersetzerin.

## Biografie
Sie wurde in einer Unternehmerfamilie geboren. Von 1881 bis 1884 unterrichtete sie an einer Volksschule in Bohoduchiw. 1884 heiratete sie Borys Hrintschenko. Von 1887 bis 1893 arbeitete sie als Lehrerin im Gouvernement Jekaterinoslaw. Von 1894 bis 1902 lebte sie in Tschernihiw. Sie half ihrem Mann bei der Verlagsarbeit und bei der Sammlung von Stichen und Dokumenten für den Aufbau eines Museums für Antiquitäten von Wassyl Tarnowskyj. Nach dem Umzug nach Kiew übernahm sie die technische Arbeit zur Zusammenstellung des Wörterbuchs der ukrainischen Sprache. Von 1905 bis 1914 arbeitete sie für mehrere Zeitungen. Sie trug 1906 zur Gründung und Veröffentlichung von Hromadska dumka (Öffentliche Meinung) bei, der ersten ukrainischen Tageszeitung. Außerdem beteiligte sie sich an der Gründung der Zweigstelle der Proswita in Kiew, entwickelte deren Satzung und arbeitete später in ihrer Verlagskommission.
Nach dem Tod ihres Ehemanns führte sie 1910 seine Verlagstätigkeit fort. 1918 gründete Hrintschenko ihre eigene Bibliothek und übergab 1919 6000 Bücher an die Nationalbibliothek der Ukraine. Von 1919 bis 1928 war sie Mitglied und Herausgeberin der philologischen Kommission der Ukrainischen Akademie der Wissenschaften. Sie vermachte die Mittel, die aus der Veröffentlichung ihrer Werke stammten, der Einrichtung einer Unterkunft für ukrainische Schriftsteller, Wissenschaftler, Lehrer und Künstler. Zu ihren Werken gehören Übersetzungen der Literatur von Autoren und Autorinnen wie Henrik Ibsen, Maurice Maeterlinck, Hermann Sudermann, Carlo Goldoni, Edmondo De Amicis, Hans Christian Andersen und Harriet Beecher Stowe. Außerdem stellte sie Bibliografien zu Werken von Autoren wie Opanas Markewytsch und Leonid Hlibow zusammen.